# Silvares (Guimarães)
Silvares es una freguesia portuguesa del concelho de Guimarães, con 4,02 km² de superficie y 2.568 habitantes (2001). Su densidad de población es de 638,8 hab/km².